# Westeinde (Nunspeet)
Westeinde is een buurtschap in de gemeente Nunspeet. Het ligt ten westen van Nunspeet. De buurtschap ligt tussen de Harderwijkerweg (provinciale weg 310) en het Veluwemeer. Westeinde is sinds de jaren vijftig van de 20e eeuw een wijk in het dorp Nunspeet.
Dorpen: Nunspeet · Elspeet · Hulshorst · Vierhouten

Buurtschappen: Grote Kolonie · Kleine Kolonie · Oosteinde · Westeinde · Zoom · Zwarte Goor

Gelderland: Steden en dorpen in Gelderland      Nederland: Provincies · Gemeenten